# La Rochette (Sena e Marne)
La Rochette é uma comuna francesa, situada no departamento de Seine-et-Marne na região de Île-de-France.